# Rhombochlamys elata
Rhombochlamys elata är en akantusväxtart som beskrevs av Gustav Lindau. Rhombochlamys elata ingår i släktet Rhombochlamys och familjen akantusväxter. Inga underarter finns listade i Catalogue of Life.